# Microsoft OneNote
A Microsoft OneNote a Microsoft jegyzetelő szoftvere. A Microsoft 365 része, 2014-től a csomagon kívül ingyen használható. Szabad formájú információgyűjtésre és felhasználóközi együttműködésre használható. A felhasználók jegyzeteit, rajzait, képernyőképeit és hangkommentárjait tárolja.A jegyzetek más OneNote-felhasználókkal megoszthatók interneten vagy más hálózaton.
Ingyenes önálló alkalmazásként a Windows 10, a macOS, az iOS, az iPadOS és az Android alkalmazásüzleteiben és a hivatalos weboldalon is elérhető. Továbbá elérhető webalkalmazás-alapú változat a OneDrive és az Office for the web részeként.

## Áttekintés
2002. november 17-én jelentette be a Microsoft akkori vezetője, Bill Gates. Lehetővé teszi jegyzetek készítését szöveggel, képekkel, táblázatokkal, rajzokkal. A szövegszerkesztőkkel szemben szinte határtalan a dokumentumablak: a vásznon a kattintás helyén új szövegmező jelenik meg. A fájl szerkesztésekor automatikusan elmenti a fájlt.
3 szintű a tárolás: a jegyzetfüzetekben szakaszok, ezeken belül oldalak vannak, hasonlóan a fülekkel rendelkező dossziékra, ahol közvetlenül készülhetnek jegyzetek és gyűjthetők anyagok más alkalmazásokból. Ezek összegyűjtik, rendezik és megosztják az adott esetben kiadatlan anyagokat, szemben a szövegszerkesztőkkel és a wikikkel, melyek bizonyos módon a kiadást célozzák. A különbség bizonyos jellemzőkben mutatkozik:
- az oldalak mérete tetszőleges
- nincs rögzített egységes oldalkinézet vagy szerkezet.

Behelyezhetők oldalak a dossziéba, és megjelölhetők tollal, szövegszerkesztő vagy rajzolóeszközzel. Multimédiás felvételek, linkek és beágyazott tartalmak, például YouTube-videók adhatók hozzá. A OneNote továbbá támogatja a keresést és indexelést szabadformájú grafikai és hangrepozitóriumban. Kereshetők képek (például képernyőképek, dokumentumképek, fényképek) szövegre, valamint „elektronikustinta-megjegyzések” szövegként, a hangfelvételeket fonetikusan keresi. A jegyzeteléssel együtt ismételhet hangot, valamint kinyerhetők és másolhatók szövegek képekből és dokumentumokból optikai karakterfelismeréssel.
Többfelhasználós képessége lehetővé teszi az interneten kívüli szerkesztést szinkronizálással és egyesítéssel. Megosztott környezetként használva 1-nél több ember dolgozhat egy oldalon egyszerre.
2014. március 17-én jelent meg a OneNote felhőszolgáltatás-API-e, mely lehetővé teszi a harmadik féltől származó alkalmazásfejlesztőknek a szolgáltatás integrálását. Ez a Microsoft globálisan elérhető felhőjén érhető el, és adatokat küld az alkalmazásoktól a OneDrive-ba. A OneNote pillanatképként megjeleníthet weblapokat.
Ezenkívül további funkciók jelentek meg, melyek ezt az API-t használják:
- OneNote Clipper: Böngészőkönyvjelző, mely lehetővé teszi a OneNote szolgáltatás-API használatával a weblappillanatkép és -URL elmentését. A képernyőképben lévő szöveg kereshető.[15]
- Email to OneNote: A me@onenote.com címre bizonyos e-mail-azonosítókról küldeni képes szolgáltatás, melyben az e-mail tartalmai elmentetnek a OneNote-ra.[16]

## Formátum
A OneNote-jegyzetfüzetek mappaként tárolódnak szakaszonként saját fájllal. Kiterjesztésük „.one”.. Egy ilyen fájl lehet OneNote-jegyzetfüzet vagy -szakasz.
A fájlformátum kétszer frissült – egyszer a OneNote 2007-ben, másodszor a OneNote 2010-ben. A OneNote 2003-fájlok csak olvashatóként megnyithatók a OneNote 2007-ben és 2010-ben, majd a későbbi formátumverziókban elmenthetők. A OneNote írhat és olvashat OneNote 2007-fájlokat, és e két formátum közt oda-vissza alakíthat.
A OneNote-formátum nyílt formátum, ahol egy fájlban számos multimédiás tartalom tárolható.
Több .one fájl exportálható .onepkg fájlba, mely több .one fájlt (egyes jegyzetfüzeteket) tárol cabinet formátumban.

## Platformtámogatás
A OneNote támogatja megosztott OneNote-dokumentumok párhuzamos szerkezetését, ha a dokumentum megosztott mappában van a OneDrive-ban. A Dropbox egy ideig támogatott volt szinkronizációs protokollként, miután a Windows Live Mesh megszűnt, a OneNote azt felhőalapú tárolásra és szinkronizációra használta. A OneNote-kliensek, beleértve az Office Online OneNote-webalkalmazásának használóit, megnézhetik és szerkeszthetik.
A Microsoft az asztali OneNote 2013 for Windowst ingyen elérhetővé tette, a OneNote for Windows és Mac mind freemium modellen alapulnak. A prémiumfunkciók, például a SharePoint-támogatás, a verziótörténet és a Microsoft Outlook-integráció korábban csak az Office 365 és Office 2013 esetén volt elérhető, de 2015. február 13-án a Microsoft megszüntetett minden korlátozást, kivéve a helyijegyzetfüzet-készítést – az ingyenes változat csak a OneDrive-on tárolja őket, így szinte teljesen ingyen használhatóvá vált a program.

### Windows
Az első változat, a OneNote 2003 csak önálló termék volt, mely a Windows XP-vel, a Windows 2000-rel és a tollat támogató Microsoft Tablet PC-vel volt kompatibilis. Az Office 2007-től az Office része lett inkább tanulói, mint üzleti eszközként elhelyezve.
A Microsoft Áruházon elérhető változata (korábban OneNote MX) elérhető volt Windows 8-ra és RT-re, tárhelye a OneDrive volt. Táblagépekre optimalizálták, körkörös menüje volt és táblagép-specifikus funkciókat használt.
2018-ban a Microsoft bejelentette, hogy a windowsos OneNote alapértelmezett változata a Universal Windows Platform (UWP)-alapú lesz Windows 10-en. A Win32/Win64-alapú asztali változat továbbra is OneNote 2016-ként szerepelt az Office 2019 megjelenése ellenére, nem kapott új funkciókat, és nem települ alapértelmezetten az Office-val, de opcióként fennmaradt. Ezt 2019-ben visszavonta, ekkor bejelentette, hogy mindkettőt fejleszteni fogják, és az asztali változat ismét telepíthető lesz. Az asztali alkalmazás neve egyszerűen OneNote lett az Office 365 többi programjához hasonlóan. A OneNote a Windows 11-től nem települ automatikusan a Windowsra, de elérhető marad a Microsoft Áruházból.
2021-ben a Microsoft bejelentette a OneNote for Windows 10 támogatásának végét, és hogy a felhasználókat és funkciókat az asztali változatra állítják át. Bejelentették még, hogy néhány felületi változás is történik a Windows 11-gyel való jobban összhanghoz.

### Mobil
A OneNote elérhető mobiltelefonokra. Önálló OneNote érhető el iOS-re és Androidra.
A régebbi Windows Mobile-t használó telefonokra és zsebszámítógépekre telepíthető OneNote Mobile a OneNote 2007-ben jelent meg. A Windows Phone 7-tel együtt jelent meg 2010-ben. 2011-ben többplatformos lett, mivel iPhone-ra is megjelent, majd Symbianra is a Microsoft Apps részeként. 2012-ben a Microsoft kiadta a OneNote for Androidot is.
2013. július 1-én megjelent az iPadre kiadott alkalmazás 2-es verziója jelentősen frissült funkciókkal, melyek jobban megfelelnek a Windowson elérhetőknek. 2014. augusztus 19-én az Androidos táblagépekre kiadott változat frissült, megjelent a kézírás-felismerés és az érintésbarát navigáció. Ez támogatja a OneDrive-on vagy a SharePointon tárolt jegyzetfüzeteket. 2022-ben az androidos változat jelentősen frissült.

### Mac
2014. március 17-én megjelent a OneNote for Mac. Ez az OS X Maverickstől felfelé volt kompatibilis, és ingyen letölthető volt a Mac App Store-ból.

## Verzió- és licenckülönbségek
Az asztali OneNote és a OneNote for Windows 10 funkciói és felületei eltérőek, és a mk a többi platforméitól is eltérnek. A OneNote for Windows 10-zel szemben az asztali OneNote-nak teljes szalagos felülete van számos opcióval, több Windows-változaton fut, és támogatja a helyi jegyzetfüzeteket a OneDrive mellett, ez az egyetlen változat, mely utóbbit kínálja még fizetett változatként is.
Ezek mellett a windowsos és maces OneNote funkciói függnek attól is, hogy ingyenes vagy fizetett-e a változat. Ha „kompatibilis” Office-licenc (akár az Office 365-re, akár az Office 2019-re) van a gépen, mindegyik változatban elérhetővé válnak a további funkciók, melyek a verziótól függnek: az asztali változatban a helyi jegyzetfüzetek, a macesben a matricák, a OneNote for Windows 10-ben a matricák, a tintaújrajátszás, a Kutató és a Matematikai segéd. A maces és a Windows 10-es verzióknak további ilyen funkcióit fejlesztették.

## Kritika
A OneNote 2003-at P. J. Connolly „még a rossz jegyzetelők számára is hasznosnak” találta, és leírta, hogy a jegyzetfüzetekben a kézírás felismertethető. Kézírás-felismerése „bár nem tökéletes, próbálkozásai bátrak”, és leírta, hogy „még ha egyesek kézírása nehezen felismerhető, így is jobb, mint a sajtpapír”. Kiemelte ezenkívül, hogy a tollal és „digitális tintával” működő számítógépek még újak voltak ekkor.
Christopher Dawson a OneNote 2010-et az Office 2010 fontos alkalmazásának nevezte az oktatásban. Feltételezte, hogy a tanulói jegyzetek készítésében különösen hasznos.

## Verziótörténet
A kiadási dátumok az általános elérhetőségnek felelnek meg. A gyártási kiadás általában 2–3 hónappal korábbi. A táblázatban csak a windowsos kiadások szerepelnek.
| Termékváltozat                                   | Dátum              | Office-kiadások |
| ------------------------------------------------ | ------------------ | --- |
| Microsoft Office OneNote 2003                    | 2003. november 19. | N/A |
| Microsoft Office OneNote 2007                    | 2007. január 27.   | Microsoft Office 2007 Home and Student, Enterprise, Ultimate                                                               |
| Microsoft OneNote 2010                           | 2010. július 15.   | Microsoft Office 2010 Home and Student, Home and Business, Standard, Professional, Professional Plus                       |
| Microsoft OneNote 2013                           | 2013. január 29.   | Microsoft Office 2013 (minden kiadás)                                                                                      |
| Microsoft OneNote for Windows 10                 | 2015. július 29.   | Microsoft Office 2019 (2020-ig)                                                                                            |
| Microsoft OneNote 2016 (most: Microsoft OneNote) | 2015.09.22         | - Microsoft Office 2016 (minden kiadás) - Microsoft Office 2019 (2020. márciustól) - Microsoft Office 2021 - Microsoft 365 |

## Fordítás
Ez a szócikk részben vagy egészben  a   Microsoft OneNote című angol Wikipédia-szócikk ezen változatának fordításán alapul.  Az eredeti cikk szerkesztőit annak laptörténete sorolja fel. Ez a jelzés csupán a megfogalmazás eredetét és a szerzői jogokat jelzi, nem szolgál a cikkben szereplő információk forrásmegjelöléseként.